# ناسور الغدد اللعابية

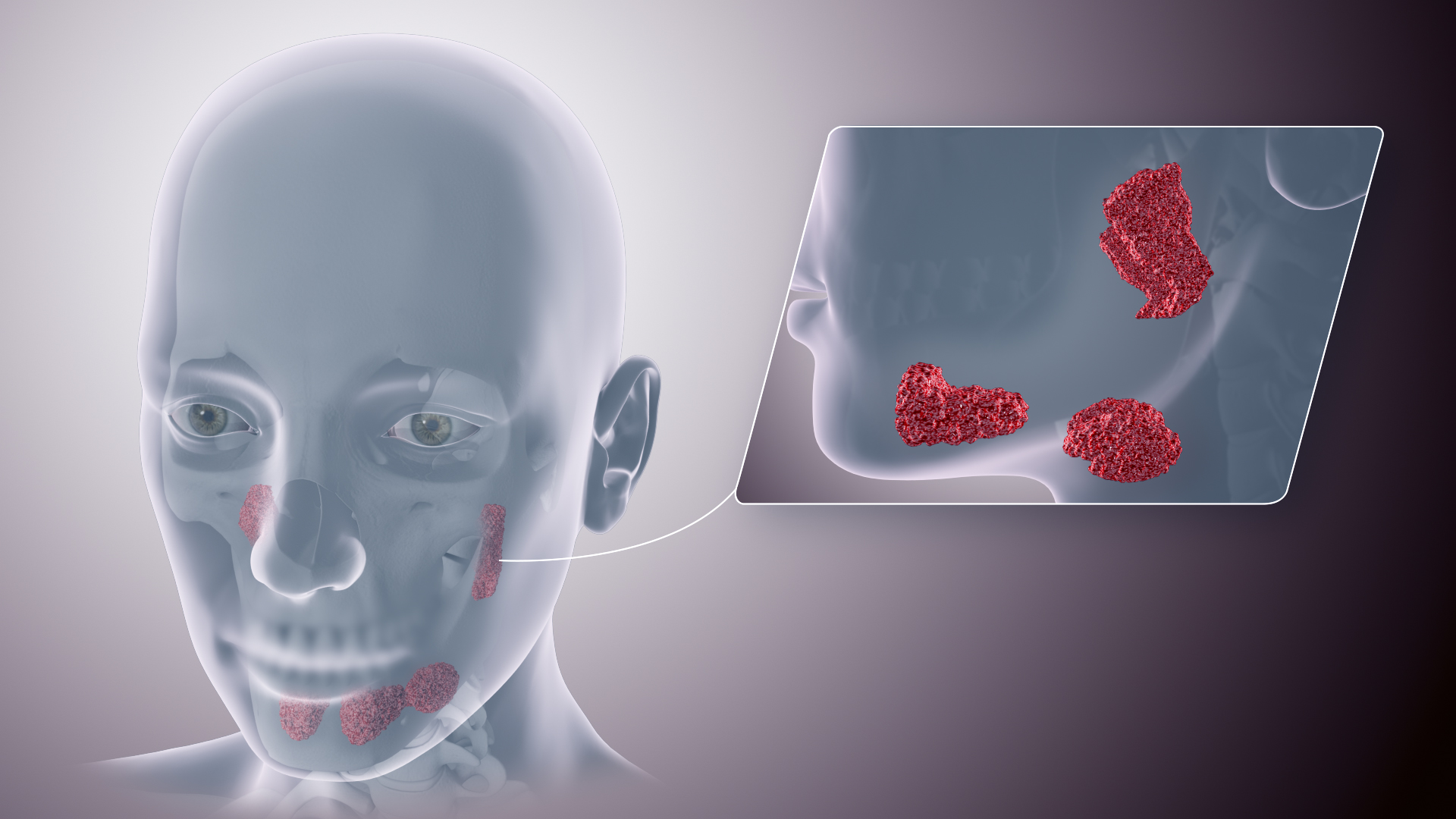

ناسور الغدد اللعابية (بالإنجليزية: salivary gland fistula) هو ناسور (قناة غير طبيعية مغطاة بنسيج طلائي) يوجد في غدة لعابية أو قناة لعابية.
ناسور الغدد اللعابية يكون لها علاقة بالغدة النكفية أو قنواتها بينما يندر ان يكون المصدر من الغدة تحت الفك السفلي.
يمكن أن يتواصل الناسور مع الفم ولا يسبب اعراض غالبا، والجيوب الجانبية الانفية، مما يتسبب في ثر أنفي أو جلد الوجه مما يتسبب في تصريف اللعاب على جلد الوجه.
يكون السبب عادة إصابة في الغدة، إلا أن ناسور الغدد اللعابية يمكن أن يحدث كمضاعفات للجراحة، أو إذا حدث انسداد للقناة بسبب حصوة.
معظم النواسير النكفية يتم شفائهم تلقائيا في غضون أسابيع قليلة.